# Jane Silber
Jane Silber foi a chefe executiva da Canonical Ltd. de 2010 até 2017. Silber também está no conselho de aberta dados de inicialização ScraperWiki.
Jane Silber entrou na Canonical em 2004.
 Seu trabalho na Canonical incluiu liderando o Ubuntu One projeto e garantir que as grandes organizações encontrar Ubuntu "enterprise-ready".
 Seus papéis anteriores incluem o vice-presidente da Companhia de Televisão Interativa e vice-presidente da General Dynamics C4 Systems. Ela também trabalhou no Japão por Teijin Ltd na realização de pesquisas de inteligência artificial e desenvolvimento de produtos, nos EUA na General Health, empresa de avaliação de risco.
Ela possui um MBA da Universidade de Oxford 's Saïd Business School, um mestrado em Gestão de Tecnologia da Universidade de Vanderbilt, e uma licenciatura em Matemática e Ciências da Computação Haverford College.